# Katedrála svatého Petra (Frascati)

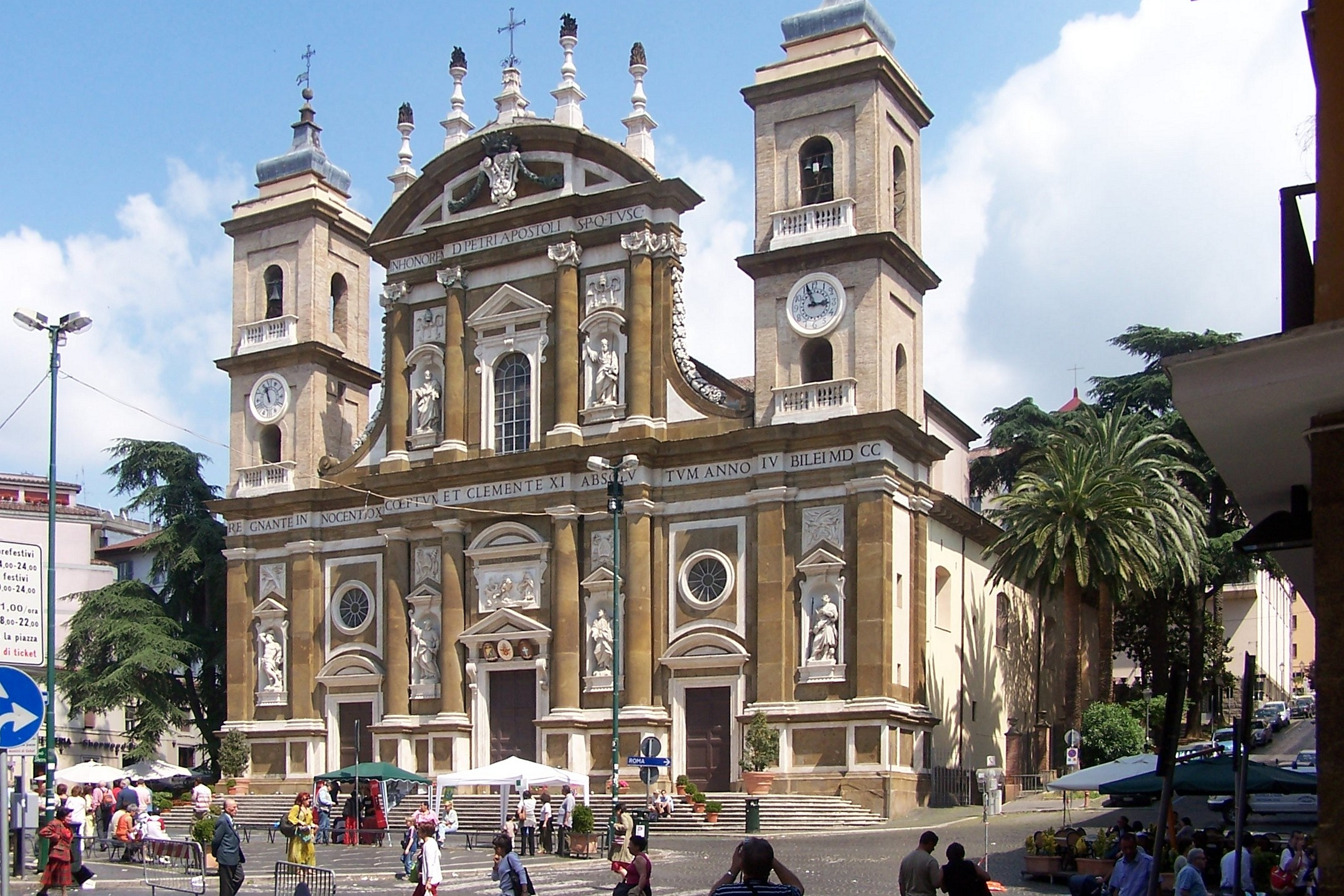
Průčelí katedrály

Katedrála sv. Petra (italsky Basilica Cattedrale di San Pietro Apostolo  je katedrálou a hlavním kostelem ve Frascati, v Itálii. Byla založena roku 1598; architektem byl Ottaviano Nonni, známější jako Mascherino. Po dvaceti letech, 29. července 1610 zde byla sloužena první mše. Roku 1696 Giovanni Fontana začal práci na nové fasádě, která byla dokončena roku 1700.
Zvonice, po obou stranách průčelí byly přistavěny později.
Kostel má půdorys řeckého kříže, a uchovává dřevěný krucifix z 11. století z Tuscula, Madonnu od Domenichina, reliéf od Ferrucciho (1612) zobrazující Ježíše předávajícího klíče sv. Petru, a ze 14. století Madonu s dítětem v kapli Gonfalone, která byla restaurovaná Domenichinem.
Interiér katedrály byl zničen bombardováním 8. září 1943, a tak se dnes jeví holým, kromě malé kaple napravo. Obnova fasády byla dokončena roku 2002.
V hlavní lodi, na vnitřní straně průčelí, je náhrobek Karla Eduarda Stuarta z bílého mramoru. Když zde roku 1788 zemřel, jeho bratr, biskup ve Frascati Jindřich Benedikt Stuart, mu vystrojil ve městě pohřeb. Tělo bylo později převezeno do baziliky sv. Petra.